# Лир, Уильям
Уильям (Билл) Пауэлл Лир (англ. William Powell Lear; 26 июня 1902, Ганнибал, штат Миссури, США — 14 мая 1978) — американский изобретатель, конструктор-самоучка, предприниматель, основатель компании Learjet.

## Биография
Уильям Лир, радиоинженер и авиаконструктор, бросил школу после восьмого класса, и, после годовой службы в ВМС США, «пошёл в авиацию», разнорабочим на чикагской авиапочте. Его первый полёт (в качестве пассажира) закончился аварией без серьёзных последствий. Известно, что между 1919 и 1924 Лир всё же попытался вернуться в среднюю школу в Талсе, одновременно управляя собственной радиомастерской Lear Radio Laboratory; в 1924 он вернулся в Чикаго и продолжил эксперименты с радио.
Среди его изобретений 1920-х годов — простой сетевой блок питания для приёмников, заменявший громоздкие анодные батареи, собственная конструкция громкоговорителя, и один из первых радиоприёмников для автомобиля, названный Motorola и выпускавшийся чикагской фирмой Пола Гэлвина, в 1947 сменившей имя на Motorola. Коммерческим успехом, благодаря отличному качеству звука, стала конструкция радиоприёмника Lear Majestic. Всего за свою жизнь Лир запатентовал более сотни изобретений.

### Радиокомпас Лира
В 1931 году Лир приобрёл собственный самолёт (биплан Fleet) и научился летать, впоследствии совершал одиночные перелёты через всю страну. Прекрасно понимая опасность навигации без приборов, Лир основал в Чикаго выпуск простых любительских радиокомпасов, но спроса они не имели. К 1934 году это предприятие разорилось, а Лир бежал от кредиторов в Нью-Йорк.
В середине 1934 года к Лиру обратился лётчик-спортсмен, владелец Nevada Airlines Роско Тёрнер, подавший заявку на дальний перелёт на приз МакРобертсона и нуждавшийся в навигационном оборудовании для своего серийного Boeing 247. Команда Лира разработала навигационный комплект за шесть недель; не имея времени на личные поездки в аэропорт, Лир отлаживал технику в автомобиле, колеся по Нью-Йорку. Самолёт Тёрнера (единственный в гонке, имевший радиокомпас) получил почётное третье место, а Лир сумел раскрутить разовый заказ в коммерческий успех под маркой Lear-o-Scope. С его интервью в Newsweek (январь 1935 года) началась история двух правд о Билле Лире — талантливый инженер в газетных публикациях откровенно врал публике, создавая себе и своим предприятиям образ, далёкий от истины. Лир присвоил себе честь разработки первого радиокомпаса ВВС США, но верно и то, что он довёл собственный радиокомпас до серийного выпуска и усовершенствовал его модели, устанавливавшиеся и на боевых самолётах Второй мировой войны, и на послевоенных реактивных лайнерах Caravelle. C 1962 года на Caravelle ставилась система ночной посадки по приборам, также разработанная Лиром. В том же году Лир продал свой радиоэлектронный бизнес, Lear Incorporated, компании Siegler (образованный в 1962 году Lear Siegler позднее вошёл в состав военно-промышленного холдинга EG&G).

Learjet 60

### Learjet
В 1960 Лир основал в Швейцарии авиационную компанию Swiss American Aviation Company (SAAC), рассчитывая поднять на ноги неудавшийся проект по конверсии опытного реактивного истребителя Ханса Штудера FFA P-16 — в пассажирский самолёт. Двумя годами позже, на средства, вырученные от продажи Lear Incorporated, он вывез оснастку из Швейцарии в США и основал там Lear Jet Corporation. 7 октября 1963 первый самолёт Лира, Lear Jet 23 поднялся в воздух; в 1964—1966 было произведено 104 машины этого типа. Быстро растущая компания вышла на биржу в конце 1964; в 1967 Лир предпочёл продать свою долю, но оставался у руля компании до 1969 года. С 1990 года Learjet перешёл в руки Bombardier; на базе наработок Лира выпускаются самолёты Learjet Bombardier и Canadair Challenge.

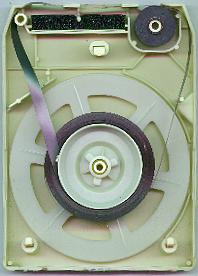
8-дорожечная кассета Лира

### 8-дорожечная кассета
В 1964 Лир стал «крёстным отцом» нового формата звукозаписи — восьмидорожечной кассеты 8-track, сменившей 4-дорожечные картриджи Эрла Мюнца. Партнёрство Лира, Ford и Motorola вытеснило кассеты Мюнца с рынка; формат Лира продержался на рынке Северной Америки в течение десятилетия, до массового распространения компакт-кассет. Последняя записанная восьмидорожечная кассета была продана в 1982 (уже после выхода первых компакт-дисков).
Уильям Лир был женат четыре раза и имел семерых детей; он умер от лейкемии 14 мая 1978, не закончив проект Learfan — семиместного скоростного самолёта с толкающим винтом. Из его детей наиболее прославился Билл-младший (род. 1928), ставший в 1944 одним из самых молодых пилотов ВВС США.

## Награды
- Медаль Эллиота Крессона (1972)